# Multioppia furugelma
Multioppia furugelma är en kvalsterart som beskrevs av Rjabinin 1987. Multioppia furugelma ingår i släktet Multioppia och familjen Oppiidae. Inga underarter finns listade i Catalogue of Life.